# Hermann Warm
Hermann Georg Warm (* 5. Mai 1889 in Berlin; † 17. Mai 1976 in West-Berlin) war ein deutscher Filmarchitekt und Szenenbildner.

## Leben
Hermann Georg Warm besuchte in Berlin eine Kunstgewerbeschule und war bei der Firma Hugo Baruch als Theatermaler tätig. 1913 war er zum ersten Mal als Filmarchitekt beschäftigt – bei Walter Schmidthässlers Film Der Spion.
Bis 1915 war er mit der Ausstattung von Unterhaltungsfilmen in der Filmwirtschaft etabliert. Nach kriegsbedingter Unterbrechung begann er ab 1918 wieder für den Film zu arbeiten und nahm Einflüsse des Expressionismus in seine Arbeit auf. Bereits die Filmausstattung von Otto Ripperts Die Pest in Florenz (1919), die gemeinsam mit Franz Jaffé, Walter Reimann und Walter Röhrig schuf trug expressionistische Züge, doch der künstlerische Höhepunkt wurde 1919/20 Das Cabinet des Dr. Caligari. Warm entwarf und gestaltete das Raumkonzept für den expressionistischen Film mit verzerrten und verwinkelten Räumen sowie gemaltem Licht und Schatten gemeinsam mit Röhrig und Reimann.
Zwischen 1919 und 1921 arbeitete Hermann Warm auch für Fritz Lang, zuletzt 1921 mit Walter Röhrig für Der müde Tod. Danach wandte sich Warm realistischen Filmbauten und Ausstattungen zu, wie auch in den beiden Murnau-Filmen Schloß Vogelöd (1921) und Phantom (1922) erkennbar.
Warms Bauten fanden in den 1920er und frühen 1930er Jahren auch in französischsprachigen Versionen deutscher Filme Verwendung, er war 1932 an der deutsch-französischen Koproduktion Vampyr von Carl Theodor Dreyer beteiligt. In der Zeit des deutschen Nationalsozialismus war Hermann Warm nur bis 1940 an Filmproduktionen beteiligt, darunter an drei Filmen Veit Harlans und zweien Hans Steinhoffs. Während des Zweiten Weltkriegs blieb er filmisch fast völlig inaktiv und widmete sich anderen künstlerischen Aufgaben. 
Er konnte im bundesdeutschen Film an seine frühere Arbeit anknüpfen und war bis 1960 als Szenenbildner tätig. 1965 erhielt er das Filmband in Gold für langjähriges und hervorragendes Wirken im deutschen Film.

## Filmografie
- 1913: Der Spion
- 1913: Wo ist Coletti?
- 1913: Der letzte Tag
- 1913: Der Shylock von Krakau
- 1913: Die blaue Maus
- 1913: Die blaue Maus, 2. Teil
- 1913: Der König
- 1913: Die Millionenmine
- 1913: Menschen und Masken (2 Teile)
- 1914/15: Der Hund von Baskerville (3 Teile)
- 1915: Der Tunnel
- 1918: Der Volontär
- 1919: Der Richter von Zalamea
- 1919: Die Insel der Glücklichen
- 1919: Die Pest in Florenz
- 1919: Totentanz
- 1919/20: Die Spinnen (2 Teile)
- 1920: Das Cabinet des Dr. Caligari
- 1920: Masken
- 1920: Das Blut der Ahnen
- 1920: Das Haupt des Juarez
- 1920/21: Die Jagd nach dem Tode (4 Teile)
- 1921: Toteninsel
- 1921: Schloß Vogelöd
- 1921: Der ewige Fluch
- 1921: Der müde Tod
- 1921: Zirkus des Lebens
- 1922: Phantom
- 1923: Der Kaufmann von Venedig
- 1923: Der letzte Kampf
- 1923: Quarantäne
- 1923: Ein Glas Wasser
- 1923: Rivalen
- 1924: Gräfin Donelli
- 1924: Rosenmontag
- 1924: Königsliebchen
- 1925: Die rote Maus
- 1925: Friesenblut
- 1925: Liebesgeschichten
- 1925: Soll man heiraten?
- 1926: Das süße Mädel
- 1926: Der Student von Prag
- 1926: Die Flucht in die Nacht
- 1926: Die Frauen von Folies Berbère
- 1926: Die Insel der verbotenen Küsse
- 1926: Fräulein Josette – meine Frau
- 1926: Liebe
- 1926: Parkettsessel 47
- 1927: Der Millionenraub im Riviera-Expreß
- 1927: Die Frau ohne Namen (2 Teile)
- 1927: Colonialskandal
- 1927: Die Jagd nach der Braut
- 1928: Eine Nacht in London
- 1928: Priscillas Fahrt ins Glück
- 1928: Freiheit in Fesseln
- 1929: Die weißen Rosen von Ravensberg
- 1929: Das Erlebnis einer Nacht
- 1929: Masken
- 1929: Vertauschte Gesichter
- 1930: Dreyfus
- 1930: Fundvogel
- 1931: Wiener Liebschaften
- 1931: Der Herr Finanzdirektor
- 1931: Der Mann, der den Mord beging
- 1932: Friederike
- 1932: Vampyr – Der Traum des Allan Gray
- 1932: Zwei in einem Auto
- 1933: Hochzeit am Wolfgangsee
- 1934: Peer Gynt
- 1934: Peter, Paul und Nanette
- 1934: Zigeunerblut
- 1935: Der Student von Prag
- 1935: Ich liebe alle Frauen
- 1935: Krach im Hinterhaus
- 1935: Mazurka
- 1936: Die Nacht mit dem Kaiser
- 1936: Ein Hochzeitstraum
- 1936: Mädchenjahre einer Königin
- 1937: Die Warschauer Zitadelle
- 1937: Ein Volksfeind
- 1937: Gefährliches Spiel
- 1938: Verwehte Spuren
- 1938: Jugend
- 1939: Das unsterbliche Herz
- 1940: Die Geierwally
- 1943/47: Jugendliebe
- 1947: Wozzeck
- 1948: Vor uns liegt das Leben
- 1948: Morituri
- 1949: Tragödie einer Leidenschaft
- 1950: Frühlingsromanze
- 1950: Land der Sehnsucht (unvollendet)
- 1950: Königskinder
- 1951: Das ewige Spiel
- 1952: Cuba Cabana
- 1952: Herz der Welt
- 1953: Die Privatsekretärin
- 1953: Hokuspokus
- 1954: Verrat an Deutschland
- 1954: Der Raub der Sabinerinnen
- 1955: Hanussen
- 1955: Königswalzer
- 1956: Dany, bitte schreiben Sie
- 1958: Helden
- 1959: Die Nackte und der Satan
- 1959: Die Wahrheit über Rosemarie
- 1960: Die Botschafterin